# Pye Hastings

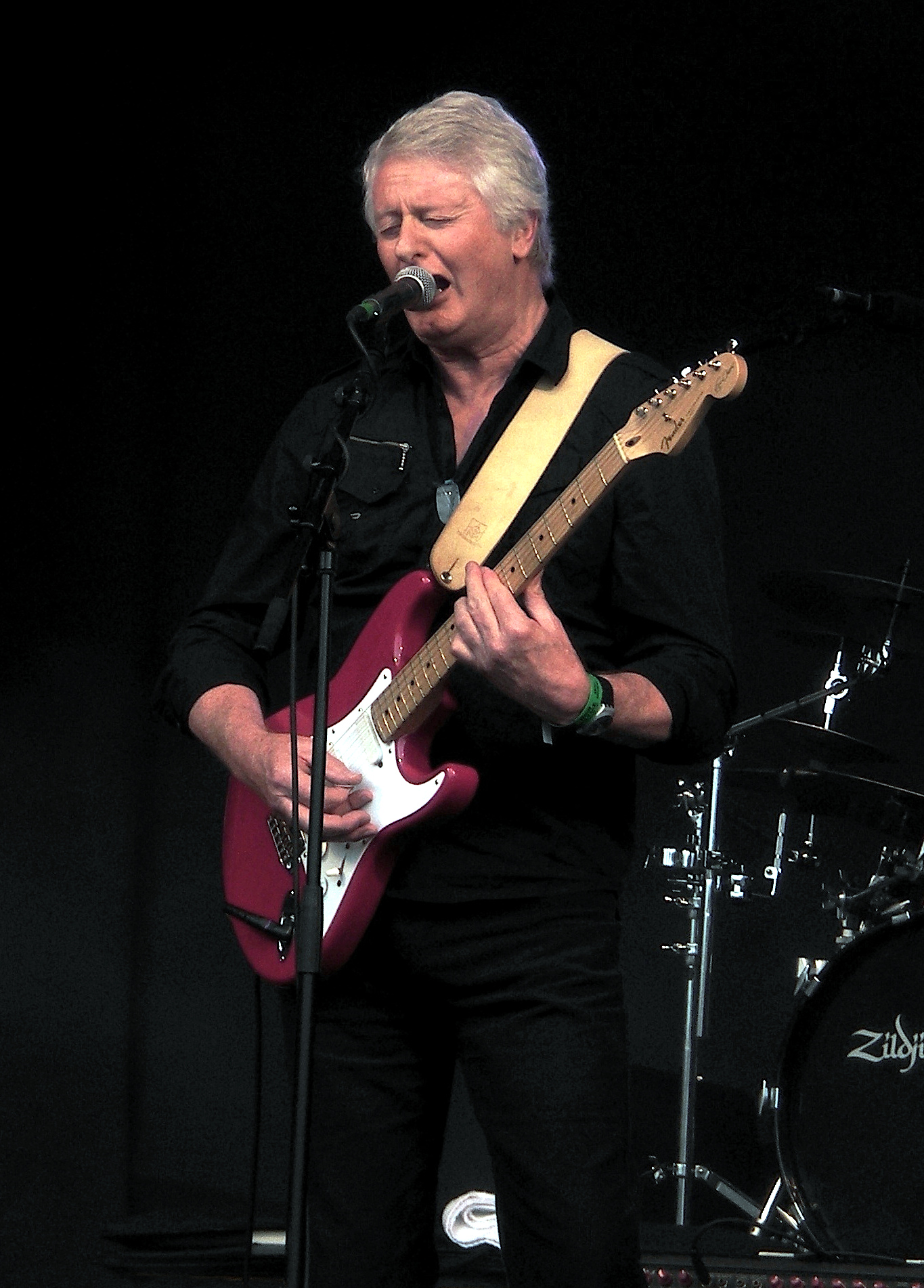
Pye Hastings 2011

Julian Frederick Gordon Hastings, genannt Pye (* 21. Januar 1947 in Banffshire, Schottland), ist Sänger, Gitarrist und Komponist. Bekannt ist er vor allem als Kopf der Gruppe Caravan.

## Die frühen Jahre
Im Alter von zehn Jahren zog Hastings mit seinen Eltern nach Kent, wo er sich mit Kevin Ayers anfreundete. Er erlernte das Gitarrenspiel, und nachdem Richard Sinclair, der Rhythmusgitarrist der Wilde Flowers, 1965 aus der Band ausschied, nahm er dessen Platz ein. Kurze Zeit später verließ Schlagzeuger und Sänger Robert Wyatt zur Gründung von Soft Machine ebenfalls die Band, und Pye Hastings übernahm auch den Gesang. Im Sommer 1967 lösten sich die Wilde Flowers schließlich auf.

## Caravan
Die übrigen Bandmitglieder – Hastings, Schlagzeuger Richard Coughlan, Keyboarder Dave Sinclair und Bassist Dave Lawrence – gründeten daraufhin die Band Caravan. Lawrence wurde nach kurzer Zeit durch Richard Sinclair ersetzt, und in dieser Besetzung (mit Gastauftritten von Pyes Bruder Jimmy Hastings) nahm Caravan zwischen 1968 und 1971 drei Alben auf. Danach verließen zuerst David und dann Richard Sinclair die Band, und es folgten ständige Umbesetzungen, während deren Hastings und Coughlan die einzigen festen Mitglieder blieben.
Pye Hastings wurde durch den Ausstieg von Richard Sinclair auch der Leadvokalist der Band. Für den progressiven Rock jener Zeit ungewöhnlich betonte Hastings die Rhythmusgitarrenarbeit deutlich gegenüber der Sologitarre. Dadurch rückten Keyboards und vor allen Dingen für Rockmusik unübliche Instrumente wie Saxofon, Flöte, Geige und Posaune in den Vordergrund. Diese instrumentale Ausbalancierung hob Caravan eindeutig von anderen Bands ab.
Im Jahr 1978 löste sich die Band nach dem Album Better by Far auf. Pye Hastings schrieb mehrere Lieder für ein Soloprojekt, das er allerdings nie fertigstellte; einige Demoaufnahmen davon erschienen 1994 unter dem Titel Cool Water. Mit einer neuen Version von Caravan nahm er 1980 The Album auf. Schließlich tat sich die Originalbesetzung im Jahr 1982 noch einmal zusammen, um das Album Back to Front aufzunehmen, danach löste sich Caravan erneut auf. Hastings übernahm eine Stelle bei der Firma Molequip, die Maschinen zum Tunnelbau vermietete.
Hastings, Coughlan, Sinclair und Sinclair taten sich im Sommer 1990 nochmals für einige Konzerte zusammen, nahmen aber kein neues Material auf. Im Dezember spielte Hastings mehrere Konzerte mit Mirage, einem Projekt von ehemaligen Mitgliedern der Band Camel, an dem auch David Sinclair und Jimmy Hastings mitwirkten.
Erst 1995 nahm Pye Hastings wieder neues Material für ein Soloprojekt auf; das resultierende Album The Battle of Hastings erschien jedoch schließlich unter dem Namen Caravan. Seitdem hat die Band mehrere neue Alben veröffentlicht und ist regelmäßig auf Tournee.
Manchmal wirkte Pye Hastings außerdem als Gastmusiker bei befreundeten Kollegen aus der Canterbury-Szene mit wie etwa 1972 auf 1984, der Solo-LP des ehemaligen Soft-Machine-Bassisten Hugh Hopper.